# Cryptocephalus aureolus
Cryptocephalus aureolus – gatunek z rzędu chrząszczy z rodziny stonkowatych (Chrysomelidae). Gatunek po raz pierwszy został naukowo opisany w 1847 roku przez Suffriana.